# Saison 2020-2021 du Racing Club de Strasbourg Alsace
Maillots
Dernière mise à jour : 10 mai 2020.
Chronologie
Saison précédente Saison suivante
La saison 2020-2021 du Racing Club de Strasbourg Alsace est la soixantième saison du club alsacien en championnat de France de Ligue 1, plus haut niveau hiérarchique du football français, depuis sa création en 1932. Elle marque la quatrième saison consécutive en première division depuis la relégation de la saison 2007-2008 et la rétrogradation en cinquième division en 2011 à la suite de la liquidation judiciaire du club.
L'équipe est dirigée par Thierry Laurey, en poste depuis mai 2016.
Cette saison fait suite à l'interruption prématurée de la saison 2019-2020 en raison de la pandémie de Covid-19.
Les Alsaciens sont engagés en Coupe de France.

## Avant-saison

### Genèse de la saison
La saison précédente avait vu le Racing engagé en phases préliminaires de la Ligue Europa et avaient été éliminés lors des barrages face à l'Eintracht Francfort. Aussi, la saison de Ligue 1 est interrompue en mars 2020, le RCSA termine 10e.

## Mouvements de joueurs
Le défenseur Mohamed Simakan a été vendu lors du mercato hivernal au club allemand RB Leipzig. Blessé une bonne partie de la saison, le joueur rejoindra son nouveau club lors du mercato estival 2021-2022.
Kenny Lala a été vendu à l'Olympiakos lors du mercato hivernal. Il a été remplacé par Frédéric Guilbert, prêté par Aston Villa. En 13 matches, il est responsable d'un but (1-0 face à Monaco, match retour) et de 4 passes décisives.
Même si Strasbourg souhaitait le garder, Guilbert a annoncé de pas pouvoir, car encore sous contrat jusqu'en 2023, et retourne à son club d'origine. Il n'exclut pas un retour à Strasbourg à la fin de son contrat.
Après le match de la 38e journée, il est annoncé que Idriss Saadi, Lamine Koné, Lionel Carole, Kevin Zohi et Ismaël Aaneba, ne sont pas reconduit pour la saison 2021-2022.

## Championnat de France de Ligue 1

### Classement
| Rang | Équipe               | Pts | J  | G  | N  | P  | Bp | Bc | Diff |
| ---- | -------------------- | --- | -- | -- | -- | -- | -- | -- | ---- |
| 13   | Angers SCO           | 44  | 38 | 12 | 8  | 18 | 40 | 58 | −18  |
| 14   | Stade de Reims       | 42  | 38 | 9  | 15 | 14 | 42 | 50 | −8   |
| 15   | RC Strasbourg Alsace | 42  | 38 | 11 | 9  | 18 | 49 | 58 | −9   |
| 16   | FC Lorient P         | 42  | 38 | 11 | 9  | 18 | 50 | 68 | −18  |
| 17   | Stade brestois 29    | 41  | 38 | 11 | 8  | 19 | 50 | 66 | −16  |

## Parcours en coupe de France
Le Racing fait son entrée dans la compétition lors des trente-deuxièmes de finale.

## Matchs officiels de la saison
Le tableau ci-dessous retrace dans l'ordre chronologique les rencontres officielles disputées par le Racing Club de Strasbourg Alsace durant la saison. Les buteurs sont accompagnés d'une indication sur la minute de jeu où est marqué le but et, pour certaines réalisations, sur sa nature (penalty ou contre son camp).
| Compétition     | MJ | V  | N | D  | Bp | Bc | Diff |
| --------------- | -- | -- | - | -- | -- | -- | ---- |
| Ligue 1         | 38 | 11 | 9 | 18 | 49 | 58 | -9   |
| Coupe de France | 1  | 0  | 0 | 1  | 0  | 2  | 2    |
| Total           | 39 | 11 | 9 | 19 | 49 | 60 | -7   |

## Joueurs et encadrement technique

### Encadrement technique

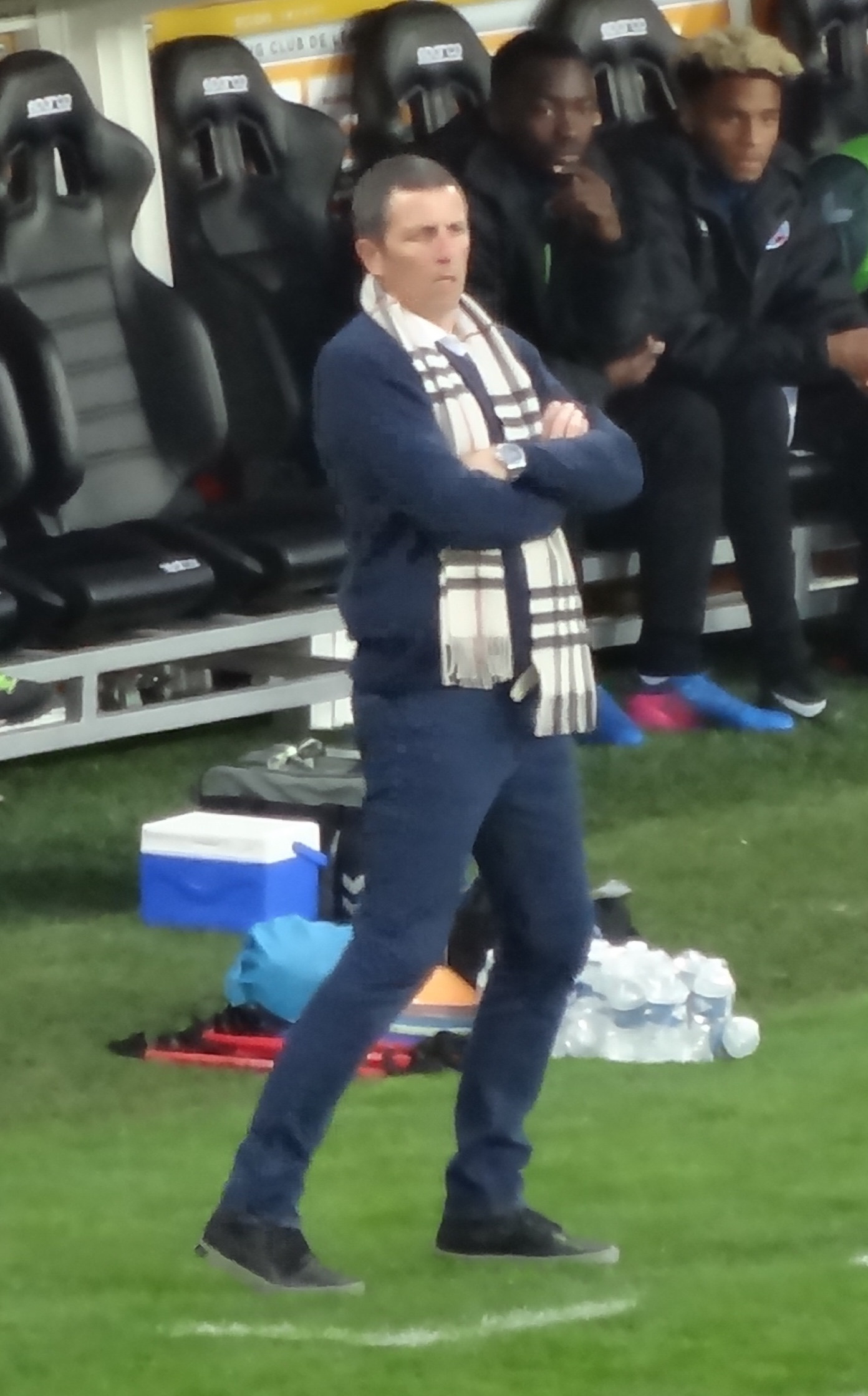
Thierry Laurey entame sa quatrième saison sur le banc strasbourgeois.

L'équipe est entraînée par Thierry Laurey, en poste depuis le 31 mai 2016. Natif de Troyes, il a notamment évolué aux postes de milieu de terrain et de défenseur à divers clubs tels que l'US Valenciennes entre 1982 et 1986, ou encore au Montpellier Hérault entre 1987 et 1988 puis entre 1991 et 1998, passant également par le Paris Saint-Germain et l'Olympique de Marseille. Il dispute un total de 518 matchs et inscrit 52 buts. À la fin de sa carrière, il intègre le staff technique de Montpellier en tant qu'adjoint puis entraîneur des équipes jeunes. Il est nommé à la tête du FC Sète, alors en National, en 2007 avant de rejoindre Amiens SC, club de Ligue 2, avec lequel il connaît la relégation avant de quitter le club. Il est nommé à la tête d'Arles-Avignon en 2011, mais est renvoyé en novembre de l'année suivante pour cause de mauvais résultats. Son plus grand succès vient au Gazélec Ajaccio, qu'il rejoint en 2013 et parvient à emmener de National en Ligue 1 en l'espace de deux saisons, mais qu'il quitte sur une 19e place synonyme de relégation pour rejoindre le RC Strasbourg avec lequel il est promu à l'issue de sa première saison, lui permettant de revenir en première division un an après l'avoir quittée. Il est assisté par Fabien Lefèvre, qui obtient à l'été 2019 son diplôme du Brevet d’Entraîneur Professionnel de Football et Sébastien Roi.
Fabien Lefèvre a déjà été adjoint de Thierry Laurey sur le banc du Gazélec Ajaccio lors de la saison 2015-2016, et arrive en Alsace en même temps que celui-ci. Il a notamment joué au Montpellier Hérault entre 1991 et 1997 puis entre 2000 et 2004, côtoyant le technicien troyen en tant que joueur puis membre du staff montpelliérain. Après sa carrière de joueur il intègre lui aussi le staff technique du club héraultais, entraînant les équipes jeunes puis l'équipe réserve du club avant de rejoindre Laurey à Ajaccio.
Entraîneur-adjoint depuis l'été 2011, Sébastien Roi a donc connu trois entraîneurs : François Keller entre 2011 et 2014, Jacky Duguépéroux entre 2014 et 2016, et enfin Thierry Laurey. Âgé de 37 ans, il a principalement évolué en CFA 2 avec le Vauban Strasbourg et le Mars Biesheim avant de devenir entraîneur de l'ASC Biesheim entre 2009 et 2011 puis du FCSR Obernai, en complément de son poste d'entraîneur-adjoint, entre 2011 et 2015, tous deux en divisions régionales.
Florian Bailleux est le préparateur physique du club depuis la saison 2014-2015, il a auparavant exercé à Boulogne-sur-Mer puis à Carquefou.
Jean-Yves Hours, entraineur des gardiens est en fin de contrat.
David Ducourtioux intègre quant à lui le staff strasbourgeois au mois de juin 2019 en tant que deuxième adjoint.

## Aspects juridiques et économiques

### Structure juridique et organigramme
La société par actions simplifiée Racing Club de Strasbourg Alsace est toujours présidée par Marc Keller pour la saison 2019-2020, depuis juin 2012, et vice-présidée par Alain Plet. La structure juridique, le capital et la gérance restent inchangés par-rapport à la saison précédente.
En ce qui concerne l'organigramme, Pierre Schmidt reste président du conseil de surveillance tandis que Romain Giraud reste secrétaire général, s'occupant de toute l'organisation courante du club.
Kader Mangane reste coordinateur sportif. Il gère les installations des joueurs, les soucis diététiques, les relations avec le centre de formation.

### Équipementier et sponsors
Les sponsors principaux de la saison précédente sont toujours ES Strasbourg, CroisiEurope, Hager, en complément de Adidas et Europa Park. Les équipementiers sont locaux, nationaux et internationaux.

## Aspects socio-économiques

### Retransmissions télévisuelles
De nouveaux horaires de diffusion sont prévus pour cette saison.

## Autres équipes

### Équipe réserve
L'équipe réserve du Racing Club de Strasbourg Alsace, aussi appelée « équipe B », sert de tremplin vers le groupe professionnel pour les jeunes du centre de formation mais permet également à certains joueurs non alignés avec l'équipe professionnelle d'avoir du temps de jeu ou de récupérer d'une blessure. Elle est entraînée depuis mai 2016 par François Keller, ancien entraîneur de l'équipe première et directeur de la formation depuis 2014.

### Équipe féminine
L'équipe féminine est engagée pour la première fois de son histoire en Division 2. La promotion fait suite à la fin prématurée de la saison 2019-2020, qui permet la montée de l'équipe grâce à sa place de première en Régional 1.